# NGC 5445
NGC 5445 (другие обозначения — UGC 8976, MCG 6-31-55, ZWG 191.42, PGC 50090) — линзообразная галактика (S0) в созвездии Гончие Псы.
Этот объект входит в число перечисленных в оригинальной редакции «Нового общего каталога».